# 高見澤今朝雄
高見澤今朝雄（たかみざわ けさお、1952年 - ）は、日本のアマチュア天文家、昆虫研究家。長野県在住。

## 業績

### アマチュア天文家として
1984年に発見した周期彗星 98P/高見澤彗星など5つの彗星を発見している。また1995年から2000年にかけて3つの新星、1996年と1999年には超新星を発見し、日本で初めて彗星・新星・超新星を発見する「新天体発見三冠」を達成している。
彼の業績を記念して、小惑星(8720)高見澤に命名された。

### 昆虫研究家として
信州昆虫学会の会員でハチ類の生態研究も行っており、昆虫に関する著書もある。2005年にはクロスズメバチの新種として「シナノヤドリクロスズメバチ」の発見を報告したが、新種として認められるに至ってはいない。

## 発見した新天体
これまでに発見した新天体は以下の通り。

### 彗星
- 98P/高見澤彗星
- C/1987 B1：西川・高見澤・多胡彗星
- C/1988 P1：マックホルツ彗星
- C/1994 G1：高見澤・レヴィ彗星
- C/1994 J2：高見澤彗星

### 新星
- V1425 Aql (わし座新星)
- V2487 Oph (へびつかい座新星)
- CI Aql (わし座新星)

### 超新星
- SN 1996X (NGC 5061銀河超新星)
- SN 1999gh (NGC 2986銀河超新星)

## 受賞
- 日本天文学会天体発見賞：計7回[6]
- 日本天文学会天体発見功労賞：計3回 (1987年、1989年、1997年) [7]

## 著作
- 高見澤今朝雄『天文少年物語: 新天体発見のドラマ』信毎書籍出版センター、1997年3月。
- 高見澤今朝雄『日本の真社会性ハチ 全種・全亜種生態図鑑』信濃毎日新聞社、2005年10月1日。ISBN 978-4784070046。
- 高見澤今朝雄 編『コイ・フナの絵本 (そだててあそぼう)』農山漁村文化協会、2010年7月。ISBN 978-4540101304。
- 木野田君公; 高見澤今朝雄『日本産マルハナバチ図鑑』北海道大学出版会、2013年7月。ISBN 9784832913967。